# Synodontis manni
Synodontis manni é uma espécie de peixe da família Mochokidae.
É endémica do Quénia.
Os seus habitats naturais são: rios.